# 打吹站
打吹站（日语：／ Utsubuki eki */?）是位於鳥取縣倉吉市明治町，日本國有鐵道（國鐵）倉吉線的鐵路車站（廢站）。
此站是倉吉線的中心，以及倉吉市市區的中心車站，因此此站有許多區間列車到發。

## 歷史
- 1912年（明治45年）6月1日：倉吉輕便線開業，倉吉站（第二代）啟用[1]。
  - 第一代倉吉站是山陰本線的車站，在該年5月1日改名為上井站。
- 1972年（昭和47年）1月10日：車站改名為打吹站[1]。
  - 後來在同年2月14日，上井站改名為倉吉站（第三代，現存）[2]。
- 1983年（昭和58年）12月31日：取消車載貨物起卸業務[1]。
- 1984年（昭和59年）2月1日：取消行李起卸業務[1]。
- 1985年（昭和60年）4月1日：倉吉線全線廢除，此站也被廢除[1]。

## 車站構造
此站是地面車站，設有1面1線的單式月台和1面2線的島式月台，共有2面3線的月台。站內南邊單式月台鄰接站舍，在西邊設有棚車專用的1面1線貨運月台和1條留置線。另外，在島式月台北邊設有1條留置線。

## 車站周邊
- 倉吉市政廳
- 打吹山（日语：打吹山） - 站名的由來。以天女傳説而知名。曾經該處設有打吹城（日语：打吹城）。
- 打吹公園（日语：打吹公園） - 日本都市公園100選（日语：日本の都市公園100選）
- 打吹玉川 - 重要傳統的建造物群保存地區
- 大社湯（日语：大社湯）
- Maruwa Promart倉吉店
- 鳥取縣道205號木地山倉吉線（日语：鳥取県道205号木地山倉吉線）
- 日交巴士（日语：日本交通 (鳥取)）「赤瓦・白壁土藏」巴士站

## 現狀
路軌、站舍和月台已經全部被撤走。遺址建設了行人路和單車徑，另外也建設了停車場。關於站前道路——市道仲之町明治町2丁目線，該道路已經延伸並穿越車站遺址，連接車站遺址北邊的縣道312號。而該站前道路可途經倉吉線鐵道紀念館和看見靜態保存中的C11形蒸氣機車。

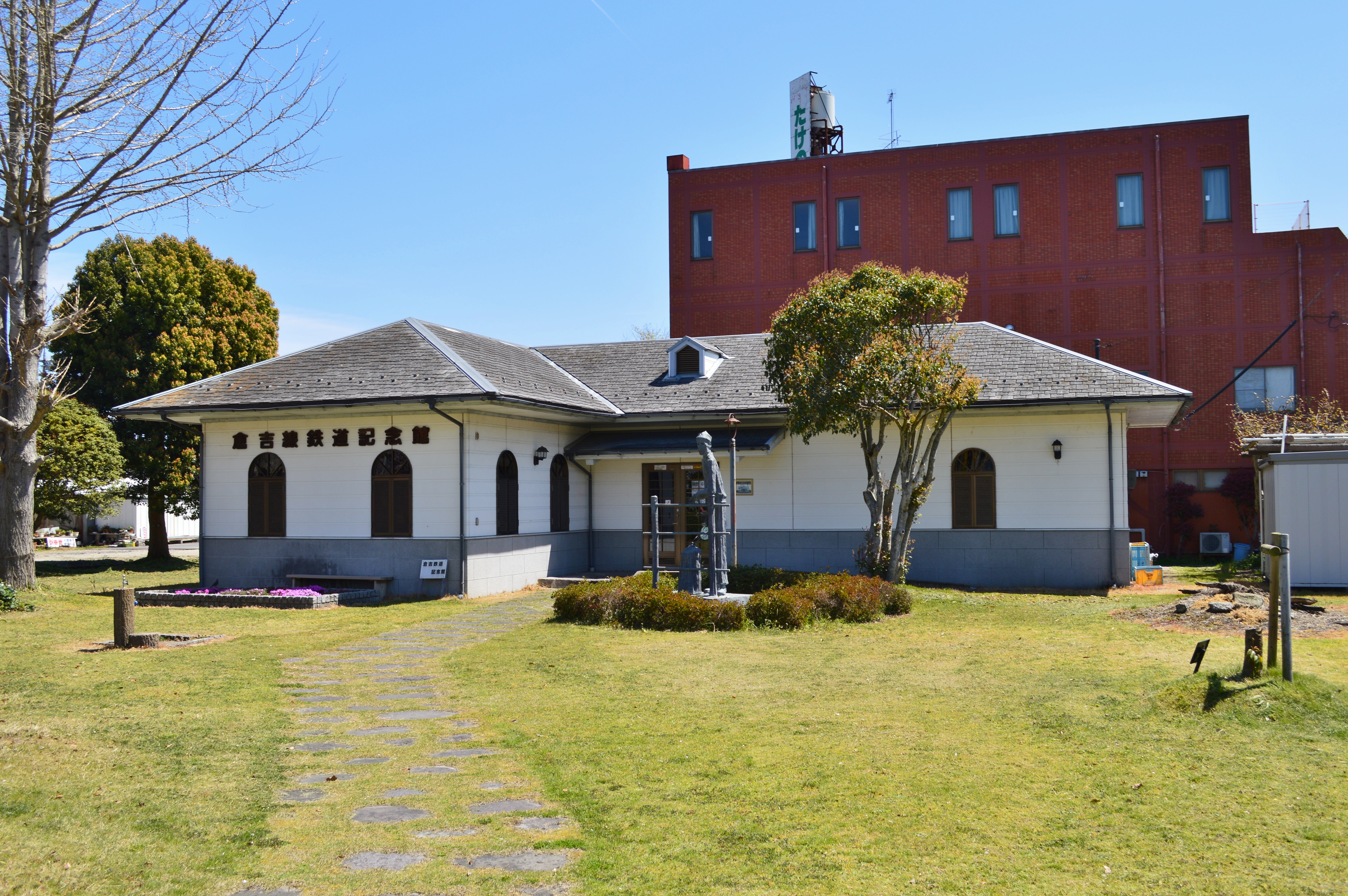
倉吉線鐵道紀念館（2019年4月）
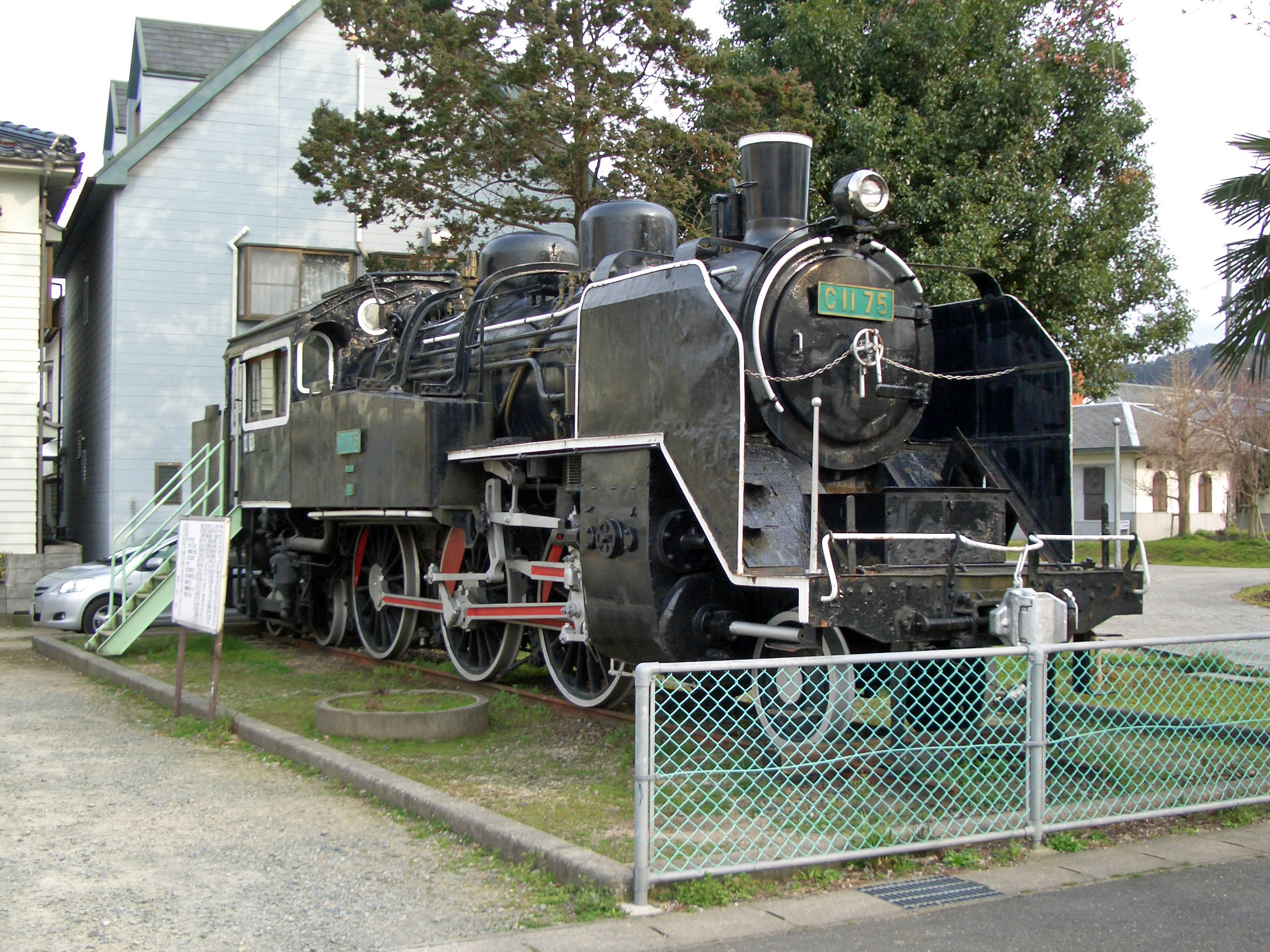
靜態保存中的C11 75號機
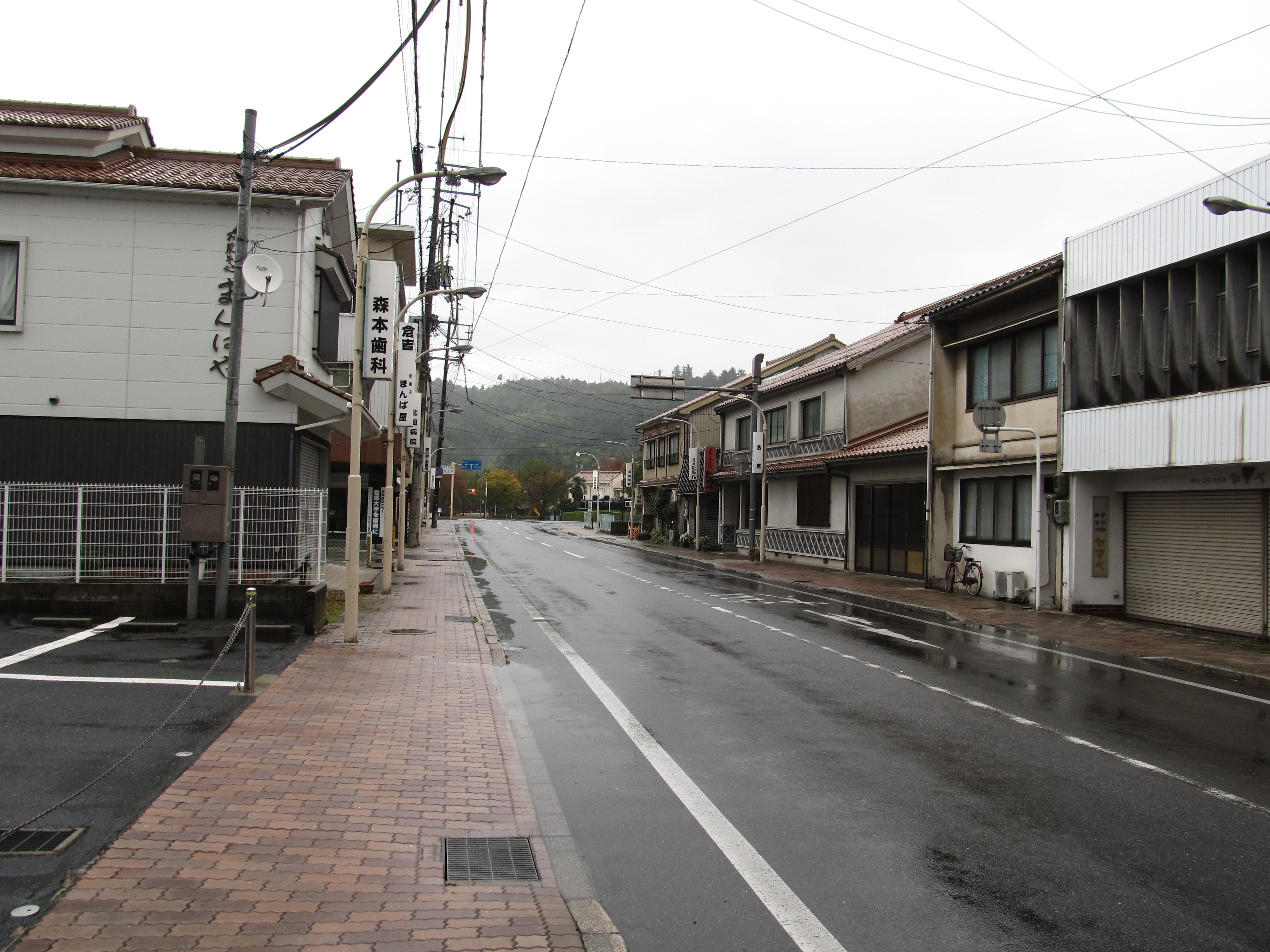
倉吉市道仲之町明治町2丁目線。曾經為打吹站的站前道路。

## 相鄰車站
日本國有鐵道
倉吉線
上灘－打吹－西倉吉

## 注腳
1. 1 2 3 4 5 6 7  石野哲（編）.  初版. JTB. 1998-10-01: 327. ISBN 978-4-533-02980-6 （日语）.
2. ↑  . 交通新聞 (交通協力会). 1972-02-20: 3 （日语）.

## 相關項目
- 日本鐵路車站列表 U

## 外部連結
- 舊國鐵倉吉線廢線跡探訪地圖 （页面存档备份，存于）（日語） (PDF) - 倉吉市